# Bram Stoker
Bram Stoker, właśc. Abraham Stoker (ur. 8 listopada 1847 w Dublinie, zm. 20 kwietnia 1912 w Londynie) – irlandzki pisarz, jeden z czołowych twórców światowej literatury grozy.

## Życiorys
Urodził się 8 listopada 1847 w dublińskim Clontarfie. W latach 1864–1870 studiował na Trinity College w Dublinie. Jako dziecko miał poważne problemy z chodzeniem. Pracował jako dziennikarz, a następnie, przez dwadzieścia siedem lat, jako sekretarz znanego aktora, odtwórcy ról szekspirowskich sir Henry’ego Irvinga oraz jako administrator należącego do Irvinga Lyceum Theatre w Londynie.
Bram Stoker słynny stał się dzięki gotyckiej powieści Dracula (1897), w której stworzył legendę hrabiego-wampira o imieniu Drakula. Na podstawie tej książki powstały wszystkie inne utwory literackie i filmy o tej postaci, która stała się jednym z bardziej znanych motywów literackich i kinowych oraz utrwalonym w kulturze popularnej wizerunkiem wampira.
Stoker napisał również powieść Lair of the White Worm (1911), opowiadającą o odkryciu jaskini będącej w starożytności miejscem kultu dla wciąż żyjących potworów. Spod jego pióra wyszły także bajki dla dzieci, baśnie, powieść fantastyczna Jewel of the Seven Stars (1903), biografia Personal Reminiscences of Henry Irving (1906) i opowiadania erotyczne. Późniejsze dokonania literackie Stokera nie dorównały popularnością Draculi; ich autor w zbiorowej świadomości zapisał się jako twórca jednego dzieła.
Od jego nazwiska pochodzi nazwa nagrody literackiej przyznawanej od 1987 r. przez Horror Writers Association dla twórców literatury grozy – Nagroda Brama Stokera.